# Eriopyga paupera
Eriopyga paupera là một loài bướm đêm trong họ Noctuidae.